# رابین کوک
رابین فینلایسون کوک (به انگلیسی: Robert Finlayson Cook) (زاده ۲۸ فوریه ۱۹۴۶ – درگذشته ۶ اوت ۲۰۰۵)، عضو حزب کارگر بریتانیا و سیاستمدار بریتانیایی بود. وی از سال ۱۹۸۳ تا زمان مرگ از سوی این حزب عضو پارلمان بریتانیا بود. همچنین وی در کابینه تونی بلر بین سال‌های ۱۹۹۷ تا ۲۰۰۱ در مقام وزارت امور خارجه بریتانیا خدمت کرد.
او پیش از انتخاب شدن به عنوان عضو پارلمان بریتانیا برای ادینبوروی مرکزی در سال ۱۹۷۴، در دانشگاه ادینبورو در اسکاتلند تحصیل کرد. در پارلمان او به دلیل داشتن توانایی بالایی در بحث و گفتگو به سرعت در صفوف سیاسی و در نهایت در کابینه شناخته و ظاهر شد. در مقام وزیر امور خارجه، او بر مداخلات بریتانیا در کوزوو و سیرالئون نظارت داشت.
رابین کوک در روز ۱۷ مارس ۲۰۰۳ در اعتراض به حمله به عراق، از سمت خود به عنوان «رئیس هیئت مدیره شورا» و رهبری مجلس عوام بریتانیا استعفا داد. در زمان مرگ او رئیس (پرزیدنت) اندیشکدهٔ مرکز سیاست‌های خارجی و معاون رئیس (پرزیدنت) گروه‌های پارلمانی مشترک پارلمان‌های بریتانیا- آمریکا، و گروه پارلمانی همه احزاب) در گروه پارلمانی جهانی امنیت و منع گسترش بود.